# سالواتوره بوکتی
سالواتوره بوکتی(ایتالیایی: Salvatore Bocchetti؛ زادهٔ 30 نوامبر 1986) بازیکن سابق و مربی اهل فوتبال ایتالیا است.